# Język paicî
Język paicî (a. paaci, pati), także cî – język austronezyjski używany przez grupę ludności w Prowincji Północnej w Nowej Kaledonii. Według danych z 2009 roku posługuje się nim 7250 osób.
Istnieją różnice leksykalne i fonetyczne między wybrzeżami wschodnim a zachodnim, a także między regionami Poindimié i Ponérihouen na wybrzeżu wschodnim. Wyróżnia się swoim tonalnym charakterem, podobnie jak pobliski język cèmuhî. 
Jest zapisywany alfabetem łacińskim. Badaniem tego języka zajmował się Jean-Claude Rivierre, autor słownika z 1983 roku (Dictionnaire paicî-français) .